# The Dø
The Dø — фінсько-французький інді-поп гурт, заснований у Парижі в 2005 році. До складу гурту входять Олівія Мерілахті (солістка) та Ден Леві (мультиінструменталіст). Також в гурті були три різні барабанщики: Жеремі Понтьє (2007–08), Жозе Жойєт (2008–09) та П'єр Бельвіль (з 2009). Їхній перший студійний альбом A Mouthful очолив французькі хіт-паради у 2008 році, зробивши їх першою французькою групою, яка співає переважно англійською мовою.

## Біографія

### Становлення та початок кар'єри (2005–2007)
Олівія Мерілахті і Ден Леві познайомилися в 2005 році під час запису музики до французького фільму "Імперія вовків" режисера Кріса Наона та продюсера Гомона.
Кілька місяців по тому вони випустили свій перший твір під назвою The Dø у вигляді EP із трьох треків. Назва гурту походить від першої ноти гами сольфеджіо і вимовляється як англійське слово «dough» з довгим звуком «о». Пишеться літерою Ø (прорізана о), а «D» часто в нижньому регістрі, щоб нагадувати половинну ноту. Вони продовжили роботу над фільмами, серед яких "Пасажир" (нагороджений на фестивалях в Анже і Обань), "Дикий табір" і "Дарлінг". Вони озвучили танцювальні твори "Пролог", "Перла і Попелюшка" Джухи-Пекки Марсало, а також поетичні лекції Керолін Карлсон та постановку "Лора" Колетт Пеньо.
У вільний час вони написали пісні, які увійдуть до їхнього першого альбому A Mouthful. Сторінка гурту на Myspace була відкрита в 2007 році. Перші чотири пісні («The Bridge is Broken», «At Last», «On My Shoulders» і «Playground Hustle») вийшли в Інтернет. Вони швидко викликали шум, який привів їх відіграти серію аншлагових концертів у Парижі. У грудні 2007 року вони відкрили фестиваль Les Transmusicales de Rennes.
Тим часом вони підписали контракт з інді-лейблом Cinq7, і пісня «On My Shoulders» стала їхнім першим синглом, який також використовувався в рекламі блокнотів Оксфорда.

### A Mouthful (2008–2010)
Альбом A Mouthful був випущений у Франції в січні 2008 року. Також він був випущений в інших країнах Європи та Австралії пізніше того ж року. Цей альбом був дуже добре прийнятий критиками та публікою, зайнявши 1-е місце в чарті французьких альбомів за перший тиждень.
Першим синглом з альбому став «On My Shoulders», а потім «At Last» і «Stay (Just a Little Bit More)». Музичний кліп на «At Last» зняв бельгійський хореограф Вім Вандекейбус.
Гурт гастролював по Європі та Австралії з понад 200 концертами. Вони провели літо 2008 року, граючи на більшості найбільших фестивалів Європи (Eurockéennes de Belfort, Paleo, Provinssirock, Vieilles Charrues, Roskilde, Main Square Festival, Pukkelpop...), прилетіли до Австралії на V Festival навесні 2009 року і провели два тижні в Америці, граючи від Мексики до Канади, від Нью-Йорка до Лос-Анджелеса, у вересні 2009 року.
У 2009 році The Dø отримав премію EBBA. Щороку European Border Breakers Awards (EBBA) відзначає успіх десяти нових артистів або груп, які досягли аудиторії за межами своїх країн своїм першим міжнародним альбомом, випущеним у минулому році.
A Mouthful був офіційно випущений в США в квітні 2010 року на Six Degrees Records, включаючи три бонус-треки.

### Both Ways Open Jaws (2011)
У грудні 2010 року гурт випустив кліп на перший промо-сингл «Dust It Off». Їхній другий альбом під назвою "Both Ways Open Jaws" був випущений в деяких частинах Європи в понеділок, 7 березня 2011 року, і у Франції в середу, 9 березня 2011 року. Починаючи з кінця жовтня і закінчуючи серединою листопада, альбом був випущений по всьому світу.

### Shake Shook Shaken (2014–15)
14 травня гурт поділився треком «Keep Your Lips Sealed». У липні за цим послідував анонс третього альбому групи "Shake Shook Shaken", випущеного 29 вересня у Франції, Бенілюксі, Швейцарії та Андоррі. Через кілька днів після цього оголошення дует також поділився другим треком з альбому «Miracles (Back in Time)». 18 серпня був випущений третій сингл з альбому «Despair, Hangover & Ecstasy», за яким 21 жовтня послідував музичний кліп, прем'єра якого була онлайн на The Fader. Потім альбом був доступний для інших країн світу наприкінці 2014/початку 2015 року.
Shake Shook Shaken зайняв 7-е місце в загальному французькому чарті за тиждень випуску, займаючи 1-е місце в цифровому чарті. Він також був номінований на нагороду IMPALA European Independent Album of the Year Award.
Альбом був нагороджений рок-альбомом року на Victoires de la Musique у лютому 2015 року.

### Сольні проекти
9 березня 2020 року дует оголосив у соціальних мережах The Dø, що вони обидва працюють над особистими проектами. Олівія випустить новий матеріал 28 травня 2021 року зі своїм сольним проектом «Prudence», а Ден працює з гуртом S+C+A+R+R.

## Дискографія

### Альбоми
- A Mouthful (2008)
- Both Ways Open Jaws (2011)
- Shake Shook Shaken (2014)

### Сингли
- On My Shoulders (2007)
- At Last! (2008)
- Too Insistent (2011)
- Dust It Off (2011)
- Keep Your Lips Sealed (2014)
- Despair, Hangover & Ecstasy (2014)
- Trustful Hands (2014)
- Anita No! (2014)
- Miracles (Back in Time) (2014)
- On My Shoulders (2014)
- Sparks (2015)

## Нагороди та номініції
| Рік  | Нагорода                                   | Результат |
| ---- | ------------------------------------------ | --------- |
| 2009 | EBBA Awards                                | Перемога  |
| 2015 | рок-альбом року на Victoires de la Musique | Перемога  |